# Lycée Charles-Petiet
 (mai 2025).
Motif : Notoriété à démontrer
- Archive Wikiwix
- Bing
- Cairn
- DuckDuckGo
- E. Universalis
- Gallica
- Google
- G. Books
- G. News
- G. Scholar
- Persée
- Qwant
- (zh) Baidu
- (ru) Yandex
- (wd) trouver des œuvres sur Wikidata

| 1. | Préciser le motif de la pose du bandeau. | Précisez le motif de la pose du bandeau en utilisant la syntaxe suivante : {{admissibilité à vérifier\|date=mai 2025\|motif=remplacez ce texte par le motif}}                             |
| 2. | Informer les utilisateurs concernés.     | Pensez à avertir le créateur de l'article, par exemple, en insérant le code ci-dessous sur sa page de discussion : {{subst:avertissement admissibilité à vérifier\|Lycée Charles-Petiet}} |

Le lycée Charles-Petiet est un établissement français d’enseignement secondaire situé à Villeneuve-la-Garenne et en grande partie consacré à l'automobile. Ouvert à la rentrée scolaire 1943, c’est l’un des plus anciens lycées professionnels de France.

## Histoire
D'abord installé à Puteaux, il est alors connu sous le nom de « collège de la carrosserie ». C’est à l'époque le seul établissement de France à former à l’intégralité des métiers de la carrosserie : tôlier formeur, menuisier en voiture, sellier garnisseur, ferreur, peintre en voiture et traceur dessinateur en carrosserie.

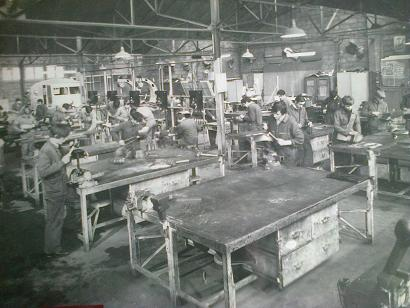
Ateliers collège de la carrosserie, Puteaux.

En 1972, il déménage à Villeneuve-la-Garenne et y prend le nom de « lycée de l’automobile ».

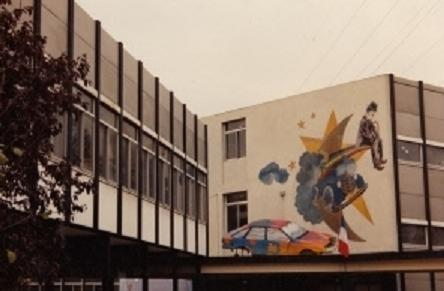
Lycée de l'automobile à Villeneuve-la-Garenne

Reconstruit entre 1993 et 1997, il est baptisé « lycée Charles-Petiet » à l'occasion de son 50e anniversaire. Son nom est celui du célèbre constructeur automobile Charles Petiet dont les usines (Ariès) étaient installées à Villeneuve-la-Garenne au début du XXe siècle.
L’établissement se caractérise par le fait que depuis sa création il accueille un triple public : lycéens en formation initiale, apprentis, adultes en formation continue. D'abord pris en charge au sein de l’établissement par la Chambre syndicale de la carrosserie dans le cadre de la loi Astier, les apprentis le sont à partir de 1975 par le centre de formation d'apprentis (CFA) de la carrosserie, propriété de la Fédération française de la carrosserie (FFC). Quant aux apprenants adultes, ils le sont dans un premier temps dans le cadre de l’arrêté de 1948 sur la « promotion ouvrière » puis de la loi Debré de 1959 sur la « promotion sociale. » Ils sont ensuite placés sous la responsabilité du GRETA nord 92, devenu en 2013 GRETA nord 92-La Défense et en 2017 GRETA 92.
En 1992, l’établissement prend le statut de lycée polyvalent ouvert à l’enseignement supérieur avec la création d’un Brevet de technicien supérieur - Conception et réalisation de carrosseries.
Le 6 mai 2014, le 70e anniversaire du lycée a été célébré par une manifestation de fort retentissement en présence des petits-neveux du baron Charles Petiet

## Classement du lycée
En 2015, le lycée se hisse au 1er rang des lycées professionnels des Hauts-de-seine et au 3e rang national, selon le classement du Parisien sur la capacité des établissements scolaires à faire réussir leurs élèves. Selon celui de L'Express, il est  2e sur 35 au niveau départemental quant à la qualité d'enseignement, et 19e au niveau national. Le classement s'établit sur trois critères : le taux de réussite au bac, la proportion d'élèves de seconde (pour La Parisien) ou de première (pour L'Express) qui obtient le baccalauréat au sein de l'établissement, et la valeur ajoutée (calculée à partir de l'origine sociale des élèves, de leur âge et de leurs résultats au diplôme national du brevet).

## Formations
Du CAP (certificat d’aptitude professionnelle) au BTS (Brevet de technicien supérieur), le lycée prépare à des diplômes de niveau V à III. Tout en restant un établissement à dominante automobile (carrosserie, peinture en carrosserie, mécanique, sellerie), il diversifie ses formations en s’ouvrant à la logistique (2003), au commerce (2014) et à l’entretien d’engins de travaux publics et de manutention  (2015).

## Pour approfondir